# Haltichella rufipes
Haltichella rufipes är en stekelart som först beskrevs av Olivier 1791.  Haltichella rufipes ingår i släktet Haltichella och familjen bredlårsteklar. Arten är reproducerande i Sverige. Inga underarter finns listade i Catalogue of Life.